# 跑马山站
跑马山站是位于云南省昆明市跑马山的一个铁路车站，邮政编码650213。车站建于1910年，有昆河铁路经过该站，现已取消，站台、道岔及信号机均已不存。车站及其上下行区间均未电气化。车站距离昆明北站18公里，隶属昆明铁路局，曾是五等站。
位置在  24°56'13.17"北 102°47'51.70"东